# Северо-Курильское цунами (1952)
Северо-Курильское цунами произошло в среду 5 ноября 1952 года около 5 часов утра местного времени и вызвало разрушение нескольких населённых пунктов Сахалинской и Камчатской областей с наибольшим ущербом и человеческими жертвами в городе Северо-Курильске.
В центральных советских газетах и газете «Камчатская правда» (Петропавловск-Камчатский) сообщений о катастрофе не было, интервью вулканолога Александра Евгеньевича Святловского, подготовленное корреспондентом «Камчатской правды» около 8-9 ноября, в печать не пошло. Сведения о жертвах и ущербе оставались засекреченными до начала 1990-х годов.

## Землетрясение
Цунами было вызвано мощным подводным землетрясением (моретрясением), произошедшим в 16:58:20 4 ноября UTC (03:58:20 5 ноября по времени Петропавловска-Камчатского) в Тихом океане недалеко от южной оконечности Камчатки. Координаты его эпицентра были определены как 52°18′ с. ш. 161°00′ в. д. с точностью до 50 км. Глубина залегания очага составляла не более 20—30 км. Магнитуда 8,3 по шкале Рихтера, моментная магнитуда 9,0. Разрушения от землетрясения отмечались на 700-километровом участке побережья, от Кроноцкого полуострова на Камчатке до Северных Курил, но были незначительными, так как сила толчков не превышала 7 баллов. Наблюдалось множество повторных толчков постепенно снижающейся частоты и силы: в период с 4 по 10 ноября сейсмической станцией в Петропавловске-Камчатском зарегистрировано 507 повторных толчков. Небольшая разница силы толчков в удалённых друг от друга районах свидетельствует о значительной протяжённости очага землетрясения вдоль побережья Камчатки. По мнению сейсмолога Андрея Алексеевича Никонова, значительная протяжённость зоны сильных толчков с их усилением на северном и южном флангах в сравнении с ближайшей к эпицентру областью может указывать на возникновение сильных афтершоков в этих зонах в первые минуты после основного землетрясения.

## Цунами
Землетрясение вызвало катастрофические волны цунами, которые достигли восточного побережья Камчатки и Курильских островов через 15—40 минут, в зависимости от удаленности от очага землетрясения. В различных пунктах побережья наблюдалось две или три разрушительные волны, в большинстве из них самой высокой была вторая волна. По мнению А. А. Никонова, наиболее высокие волны на северном и южном флангах зоны землетрясения могут быть связаны с отдельными цунамигенерирующими событиями, например, с крупными подводными оползнями.
Наибольший ущерб от цунами понёс город Северо-Курильск (на острове Парамушир), где высота заплеска волн составила по данным геодезической съёмки 9—10 метров, а по опросу очевидцев 12—15 метров. После прохода первой волны, подошедшей к городу через 35—40 минут после землетрясения, часть убежавших от неё горожан вернулась обратно в надежде найти пострадавших и спасти имущество, что увеличило количество жертв, так как они были захвачены врасплох более сильной второй волной, подошедшей через 20 минут после первой. Третья волна была слабее, но она довершила разрушение и выбросила на берег много обломков. Город был практически полностью разрушен, уцелела лишь небольшая часть построек, расположенная на возвышенности.
Сильные колебания уровня океана 5 ноября происходили в 700-километровой зоне побережья Камчатки и Северных Курил. Самые высокие заплески волн, кроме Северо-Курильска, были отмечены по результатам геодезической съёмки в бухте Китовой на острове Парамушир (18,4 м) и в бухте Муссель на острове Онекотан (9,5—10 м), а очевидцами — на побережье Парамушира южнее Китовой бухты (14 м), а также в бухтах Пираткова (10—15 метров) и Ольга (10—13 метров) на Камчатке.
Разрушительные волны цунами наблюдались также на Гавайских островах около 13:00 4 ноября 1952 года. Атолл Мидуэй был покрыт водой примерно на метр. На других островах архипелага были разрушены лодки и пирсы, залиты пляжи и газоны, пострадали телефонные линии. В порту Гонолулу столкнулись два судна. В бухте Хило на острове Гавайи волна достигла 12 футов (более 3,6 метра) и разрушила мост, соединявший небольшой Кокосовый остров с побережьем.
Высокие волны наблюдались и в других областях побережья Тихого океана, в частности, в Западном Самоа, на западном побережье Канады, США (в штатах Аляска, Орегон и Калифорния), Перу и Чили. В Талькауано (Чили) высота волны достигала 12 футов (более 3,6 метра). Колебания уровня океана, вызванные цунами, продолжались до 5½ суток.

## Размер ущерба
Единственный уцелевший рыбокомбинат располагался в заливе Шелехова на западном побережье Парамушира.
По предварительной оценке заместителя начальника Управления милиции УМГБ Сахалинской области подполковника Смирнова, в Северо-Курильске погибло около 1200 человек (из 6000 населения). Разрушения и жертвы потерпели и другие населённые пункты Северных Курил, некоторые из них были разрушены полностью. Начальник Управления милиции УМГБ Сахалинской области полковник Наймушин доложил в Москву о гибели на Северных Курилах, по предварительным данным, 2336 человек.
А. А. Никонов считает эти сведения о числе погибших неполными из-за того, что в них могут быть не учтены погибшие военнослужащие и наёмные рабочие из Северной Кореи. В частности, Никонов ссылается на дневниковые записи начальника Камчатской вулканологической станции АН СССР Бориса Ивановича Пийпа, который оценил количество жертв в Северо-Курильске как 4000 человек при общем населении до катастрофы около 15000 человек. На Камчатке, по данным второго секретаря обкома КПСС, погибло 200 человек и неизвестное число людей пропало без вести. По некоторым из фантастических оценок, количество погибших в результате цунами могло достигать 14000 человек.
Материальный ущерб от цунами в СССР был оценён в 285 млн рублей (в ценах 1952 года), но по мнению Никонова в эту сумму не включён ущерб имуществу военных частей и косвенные убытки: расходы на спасательные работы, эвакуацию и размещение населения и тому подобные.
На Гавайских островах человеческих жертв от цунами не было, погибло 6 голов крупного рогатого скота, материальный ущерб в ценах 1952 года составил 0,8—1 млн долларов.

## Последующие события
На Северных Курилах была проведена спасательная операция при помощи самолётов и всех доступных судов. В ликвидации последствий цунами на острове Шумшу принимал участие будущий писатель-фантаст Аркадий Стругацкий, служивший в то время на Дальнем Востоке военным переводчиком. Большинство населения пострадавших островов было эвакуировано. Согласно докладу полковника Наймушина, в Приморье было перевезено 26960 человек, в том числе в период с 12 по 21 ноября 7802 человека, включая 1358 северокорейских рабочих. Гражданские лица были отправлены во Владивосток и Находку, военные — в Корсаков и Петропавловск-Камчатский. Пострадавшие получили единовременную денежную помощь. Часть бывших жителей Северо-Курильска перебралась на Сахалин, где они могли получить льготные ссуды на восстановление хозяйства и обустройство, а также бесплатные стройматериалы. Население Северо-Курильского района уменьшилось в несколько раз и вернулось к прежнему уровню только в 1957 году.
Восстановление рыбной промышленности в Северо-Курильске столкнулось со значительными трудностями, в результате чего в 1955 году было ликвидировано Управление Курильского рыбопромышленного треста, а входившие в него предприятия подверглись реорганизации.
Северо-Курильск был отстроен заново на возвышенности, но при этом оказался в опасной зоне, подверженной грязевым потокам при извержениях вулкана Эбеко.
Именно после этой катастрофы правительство СССР приняло решение о создании в стране системы предупреждения о цунами.

## Отражение в культуре
По мнению профессора кафедры русского языка и литературы СахГУ Елены Иконниковой, Северо-Курильское цунами легло в основу сюжета художественного фильма «Внимание, цунами!», выпущенного Одесской киностудией в 1969 году. Владимир Высоцкий написал для этого фильма две песни, однако одна из них, известная под названиями «Пословица звучит витиевато…» или «Цунами», в фильм не вошла.

## Память
В Северо-Курильске в память о жертвах цунами установлены: памятная стена с известными именами погибших, памятные знаки на двух братских могилах жертв цунами, камень с памятной табличкой в порту.

## Комментарии
1. 1 2  Специалисты Совета по сейсмологии АН СССР отмечают, что показания очевидцев обычно несколько преувеличены[12].
2. ↑  Вероятно, по местному времени (UTC-10).
3. ↑  Однако в справке заместителя начальника Сахалинского областного управления милиции Смирнова указано число погибших военнослужащих: «офицеров - 15 чел., солдат - 169 чел., членов семей - 14 человек»[19].
4. ↑  Источник цитирует справку заместителя начальника Сахалинского областного управления милиции, однако в другой публикации этой справки численно выражен только ущерб в 85 млн рублей по линии Рыболовпотребсоюза[19].